# Stadio Eugenio Broccardi
Lo Stadio Eugenio Broccardi è l'impianto sportivo in sintetico del comune di Santa Margherita Ligure, intitolato al senatore genovese Eugenio Broccardi.
Vi giocano gli incontri casalinghi la Sammargheritese 1903 ( Promozione)  il San Lorenzo della Costa ( 2ª categoria) e il Rapid Nozarego (3ª categoria)

## Storia
Il senatore Broccardi donò al comune di Santa Margherita Ligure il terreno su cui in seguito sorse il campo sportivo.
Il 14 marzo 1920 vi si giocò il primo incontro, vinto per 2-1 dal Tigullio contro l'Ardita Pieve/Sori, mentre l'inaugurazione ufficiale ebbe luogo il 13 maggio dello stesso anno con l'incontro vinto per 8-4 dal Genoa Riserve contro il Tigullio.

## Football americano
Lo stadio Broccardi riveste particolare importanza storica per il football americano italiano, in quanto fu in questo impianto che si giocò nel 1981 il primo Superbowl italiano (in quell'edizione chiamato "Superball"), vinto per 24-8 dai Rhinos Milano contro i Frogs Gallarate.